# Susan Atkins

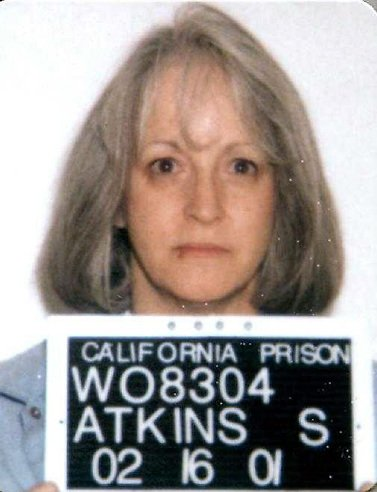
Susan Atkins 2001.

Susan Denise Atkins, född 7 maj 1948 i San Gabriel, Los Angeles County, Kalifornien, död 24 september 2009 på Central California Women's Facility i Chowchilla, Madera County, Kalifornien, var en av medlemmarna av Mansonfamiljen, som leddes av Charles Manson.

## Medlem i Mansonfamiljen
Atkins mor avled i cancer 1963. När Atkins var 18 hoppade hon av high school och flyttade till San Francisco där hon bland annat jobbade som strippa. Hon träffade Charles Manson 1967 och flyttade så småningom med honom till Spahn Ranch i Los Angeles där hon senare födde sin son som Manson gav namnet Zezozose Zadfrack Glutz (Manson hade tidigare gett Atkins namnet Sadie Mae Glutz). Sonen adopterades sedan bort efter att Atkins hamnat i fängelse. 
I juli 1969 var Atkins med när Bobby Beausoleil mördade Gary Hinman på uppdrag av Manson. Den 9 augusti mördade Atkins, Charles "Tex" Watson och Patricia Krenwinkel skådespelerskan Sharon Tate och dennes vänner Jay Sebring, Abigail Folger och Wojciech Frykowski samt Steve Parent. Natten därpå åkte hon med till det hus där Watson, Krenwinkel och Leslie Van Houten mördade Leno och Rosemary LaBianca. Efter att de släppts av vid huset fortsatte Atkins tillsammans med Linda Kasabian och Steve Grogan till ett annat hus där de skulle döda skådespelaren Saladin Nader. Kasabian ledde dem dock till fel hus så mordet blev aldrig av. 

## Arresterad
Den 16 augusti utförde polisen en räd mot Mansonfamiljen på grund av misstanke om bilstölder. De släpptes men arresterades snart igen och samtidigt fick polisen tips om Atkins medverkan vid mordet på Hinman. I fängelset berättade Atkins för sina cellkamrater att hon varit med och mördat Sharon Tate. Cellkamraterna förde detta vidare till polisen varpå Atkins och de övriga arresterades för Tate/LaBianca-morden. 
Atkins gick sedan med på att vittna för åklagarsidan mot löfte att undslippa dödsstraff. Hon slutade dock samarbeta och tog tillbaka sitt vittnesmål, varpå istället Kasabian blev åklagarsidans stjärnvittne.[källa behövs]

## Domen och fängelsetiden
1971 dömdes Atkins tillsammans med Manson, Patricia Krenwinkel och Leslie Van Houten till döden för morden. Straffet omvandlades dock till livstids fängelse eftersom Kalifornien tillfälligt avskaffade dödsstraffet. Atkins satt i fängsligt förvar från 1 oktober 1969 till sin död. 1974 blev hon pånyttfödd kristen. Under sin tid i fängelset gifte hon sig två gånger, först 1981 med Donald Lee Laisure från Texas, som påstod sig vara miljonär och sade sig ha inflytande som kunde få henne frisläppt. Äktenskapet tog slut året därpå. Laisure hävdade senare i en tv-intervju att Atkins knivhuggit honom och att han varit gift 45 gånger. 1987 gifte sig Atkins med advokaten James Whitehouse som företrädde henne vid frigivningsförhandlingar år 2000 och 2005.

## Sjukdom och död
I april 2008 meddelades det att hon vårdades för cancer och att hon hade uppskattningsvis ett halvt år kvar att leva. Enligt Whitehouse var hennes tillstånd så dåligt att hon var förlamad i halva kroppen, bara kunde prata lite grann och inte kunde sitta upp i sängen utan hjälp. Hon hade även fått ena benet amputerat. En ny frigivningsförhandling, vid vilken hon på grund av sitt hälsotillstånd inte själv medverkade i, hölls den 15 juli och hon nekades åter frigivning. 
Atkins avled den 24 september 2009 till följd av hjärncancer.
I filmen Helter Skelter från år 2004 spelas hon av Marguerite Moreau.